# かけおち
かけおちは、日本のお笑いコンビ。吉本興業東京本社所属。2024年10月31日まではトリオとして活動していた。

## メンバー
青木 マッチョ（あおき マッチョ、1995年7月31日 - ）（29歳）
大ボケ担当。
本名は、青木 陽平（あおき ようへい）。愛知県名古屋市緑区出身。身長179 cm、体重93 kg、血液型はB型。
趣味はピアノ・ドラム・カリンバなど楽器演奏（絶対音感の持ち主と自称している）、太鼓の達人、ソロキャンプ、銭湯や絶叫マシン巡り、謎解き、映画クレヨンしんちゃん鑑賞。特技はピアノ・ドラム・カリンバなどの楽器演奏、太鼓の達人、あみだくじを速く解く（ピンで『月曜から夜ふかし』など出演経験あり）、缶を斜めに立たせる、大食い早食い、足が速い、1人でどこでも行けること、謎解き。
事務所の先輩である野田クリスタル（マヂカルラブリー）が経営するトレーニングジム「クリスタルジム」のトレーナー及び受付として勤務しており、野田から「吉本史上一番マッチョ」と太鼓判を押された。

赤木 細マッチョ（あかぎ ほそマッチョ、1999年10月2日 - ）（25歳）
中ボケ・ネタ作り担当。
旧芸名は、赤木 ぼうず。埼玉県鷲宮町（現在の久喜市）出身。身長177 cm、体重63 kg。血液型はB型。
趣味は洋服、手巻きタバコを作ること、ウイスキー。特技はどんな服でも着こなせること、槍を物凄い速度で投げられること。
「赤木」は相方・青木に対する形でつけた芸名であり、本名は前島（まえしま）。
2025年2月24日にイベント「つながる!!Tokyoボランティアフェスタ2025」へ出演した際、芸名を赤木ぼうずから赤木細マッチョに改名する旨を発表。

### 元メンバー
鈴木 ロン毛（すずき ロンげ、2002年11月13日 - ）（22歳）
ツッコミ・トリオ時代のネタ作り担当。
東京都八王子市散田町出身。身長167 cm、体重74 kg。
趣味はバラエティ番組や30分ドラマを見ること、ハンバーガーを食べること。特技はマシュマロキャッチ、何が起きても可哀想に見えないこと。
実兄はカバディ日本代表。
2024年10月31日を以て脱退した。後に同期の小原ビッグ健太とコンビ「ボダリキボバイ」を結成。

## 来歴
鈴木は高校1年時に引きこもりになって中退する。その後、インフィニティ国際学院へ編入してから1年間フィリピンに留学し、翌年も留学するつもりだったが、コロナ禍によってその予定が無くなってしまう。このことがきっかけで再び引きこもりになるも、山里亮太（南海キャンディーズ）へ憧れを抱き芸人の道を選ぶ。
青木は4人兄弟の1人として生まれた。幼稚園の頃からピアノ・英会話・絵画教室へ通う。地元の治安が悪く、よく不良から絡まれたのがきっかけで筋トレを始めるようになる。昭和高校卒業後は消防士として勤める。しかし鍛え抜いた肉体を邪魔がられたり、元気のなさや声の小ささを注意されたりと、嫌気が差して6年勤めた後に退職する。そんな自分を受け入れてくれるような職業は何かと考えて芸人を目指した。
赤木は高校1年から大学1年時の怪我で引退するまでやり投げをしていた。大学在学中の就職活動では、受験した会社全てで不採用となる。そんな自分でも生き残れるような職業は何かと考えて、芸人を目指しNSCに入学した。
NSC入学希望者全員が入っていたLINEグループで、鈴木は「ツッコミをやりたい」と話していた。それを見た赤木が入学式の際たまたま近くにいた鈴木に声をかけた。当時の赤木は水分を摂るのが好きだったことで、2Lのペットボトルを手に持ったまま鈴木に話しかけていたため、山崎静代（南海キャンディーズ）のように変わった人を相方にしたかった鈴木は赤木の勧誘を承諾。その後、同じく自己紹介動画を見ていた青木が既に赤木と組んでいた鈴木を誘い、鈴木によるトリオの結成を申請した後に青木と赤木が初めて対面した。
NSC在学中に『おもしろ荘年始SP』の最終オーディションまで進出した。UNDER5 AWARD2024では準決勝まで進出。
2024年10月31日に鈴木が脱退しピン芸人となり、青木と赤木はコンビとして活動を継続する。

## 芸風
漫才を中心とし、青木と赤木のボケに鈴木が終始振り回されるネタが多い。トリオ時代のネタ作りは鈴木が担い、相方2人からネタについて意見を貰いつつその都度推敲していくスタイルを取っていた。
鈴木脱退後は赤木が大まかにネタを作り、それを見て青木が意見するというスタイルを取っている。コントもたまに演じる。
野田クリスタルには「賞レース時代だからこそもっと評価されてもいい」といった賛辞を送られている。

## 出囃子
- 「The Greatest Show」 - 映画『グレイテスト・ショーマン』オープニングナンバー[17]

## 出演

### テレビ番組
- オードリーさん、ぜひ会ってほしい人がいるんです。（中京テレビ） - 青木のみ、消防士時代の出演
- 月曜から夜ふかし（日本テレビ） - 青木のみ
- ネタパレ（フジテレビ）[18][信頼性要検証]
- いろはに千鳥（テレビ埼玉）[19][20]
- さんまのまんま 2023新春SP（関西テレビ） - オーサカクレオパトラ、cacao、ソマオ・ミートボールと共に今田耕司おすすめ芸人として出演[21]、ゲストの村上宗隆から村上賞を贈られた[1]。
- あちこちオードリー（テレビ東京） - 青木のみ
- ぴったり にちようチャップリン（テレビ東京）[22]
- ラヴィット!（2024年4月11日 - 、TBSテレビ） - 青木のみ[23]
- 世界まる見え!テレビ特捜部（日本テレビ）- 赤木のみ[24]
- 野田クリの野望～ゲーム天下統一への道～（TOKYO MX、2025年4月1日 - ） - 青木のみ [25]
- 嗚呼!!みんなの動物園（日本テレビ） - 青木のみ

### テレビドラマ
- 離婚弁護士 スパイダー〜慰謝料争奪編〜 第3話（2024年10月19日、日本テレビ） - トレーナー 役（青木）[26]
- 法廷のドラゴン 第4話（2025年2月7日、テレビ東京） - 那須晴也 役（青木）[27]

### 配信ドラマ
- Dr.アシュラ スペシャルドラマ『医療監修編』（2025年6月11日、FOD） - 青木のみ[28]

### 映画
- ババンババンバンバンパイア（2025年7月4日公開予定） - 腕相撲大会に出場する選手 役（青木）[29]

### CM
- 新生フィナンシャル「レイク」CM（2024年9月4日） - 青木のみ[30]
- カプコン モンスターハンターNow（英語版）「スキマで一狩り」（2024年12月4日） - 青木のみ[31]